# Київський масив
Київський масив — місцевість, що знаходиться у Жмеринці.

## Опис
Київський масив — житловий масив, що знаходиться на півночі міста. Забудова переважно приватна, одноповерхова, але є декілька багатоповерхівок по вулиці Декабристів. По вулиці Київській розмістилась Жмеринська центральна районна лікарня збудована графом Гейденом в пам'ять графині Вікторії де Шаузель-Гуф'є.